# Spanish Lake (Missouri)
Spanish Lake ist ein Census-designated place (CDP) im St. Louis County im Osten des US-amerikanischen Bundesstaates Missouri an der Mündung des Missouri River in den Mississippi. Das U.S. Census Bureau hat bei der Volkszählung 2020 eine Einwohnerzahl von 18.413 ermittelt.
Spanish Lake ist Bestandteil der Metropolregion Greater St. Louis.

## Geografie
Spanish Lake liegt auf 38°47'9" nördlicher Breite und 90°12'46" westlicher Länge und erstreckt sich über 19,5 km², die sich auf 19,1 km² Land- und 0,4 km² Wasserfläche verteilen. Spanish Lake liegt im nördlichen Vorortbereich von St. Louis am Südufer des Missouri und ist der letzte Ort vor dessen Mündung in den Mississippi.
Nachbarorte sind Black Jack (5,7 km westlich), West Alton (10,9 km nördlich am Nordufer des Missouri), Mitchell am gegenüberliegenden Mississippiufer in Illinois (14,9 km östlich), Glasgow Village (7 km südsüdöstlich), Riverview (5,4 km südlich), Moline Acres (6,7 km südsüdwestlich) und Castle Point (7,2 km südwestlich). Das Stadtzentrum von St. Louis liegt 20,2 km südlich.

## Verkehr
Am Südrand von Spanish Lake verläuft in west-östlicher Richtung die Interstate 270, am Westrand führt der U.S. Highway 67 von St. Louis in nördliche Richtung. Nordwestlich von Spanish Lake führt die Lewis Bridge über den Missouri. Im Südosten quert die New Chain of Rocks Bridge den Mississippi und verbindet den Großraum St. Louis mit dem Nordosten der Vereinigten Staaten.
Durch Spanish Lake verläuft eine Bahnlinie von St. Louis nach Norden.

## Schutzgebiet
Unmittelbar an den Ort schließt im Nordosten das Schutzgebiet Columbia Bottom Conservation Area an. Dabei handelt es sich um ein Feuchtgebiet am Zusammenfluss von Mississippi und Missouri, das seine heutige Gestalt im Jahr 1993 bei der großen Überflutung beider Flüsse bekam. In diesem Gebiet wurden in der Vergangenheit mehrfach Versuche der Besiedlung unternommen, aber inzwischen vollständig aufgegeben.

## Demografische Daten
Nach der Volkszählung im Jahr 2010 lebten in Spanish Lake 19.650 Menschen in 8049 Haushalten. Die Bevölkerungsdichte betrug 1028,8 Einwohner pro Quadratkilometer. 
Ethnisch betrachtet setzte sich die Bevölkerung zusammen aus 19,8 Prozent Weißen, 76,9 Prozent Afroamerikanern, 0,2 Prozent amerikanischen Ureinwohnern, 0,4 Prozent Asiaten sowie aus anderen ethnischen Gruppen; 2,3 Prozent stammten von zwei oder mehr Ethnien ab. Unabhängig von der ethnischen Zugehörigkeit waren 1,2 Prozent der Bevölkerung spanischer oder lateinamerikanischer Abstammung.
In den 8049 Haushalten lebten statistisch je 2,69 Personen. 
29,9 Prozent der Bevölkerung waren unter 18 Jahre alt, 59,8 Prozent waren zwischen 18 und 64 und 10,3 Prozent waren 65 Jahre oder älter. 55,4 Prozent der Bevölkerung war weiblich.

Das jährliche Durchschnittseinkommen eines Haushalts lag bei 33.838 USD. Das Prokopfeinkommen betrug 16.950 USD. 26,5 Prozent der Einwohner lebten unterhalb der Armutsgrenze.